# Волошаненко Людмила Антонівна
Людмила Антонівна Волошаненко (івр. לודמילה וולושננקו; нар. 1954, Харків — пом. 2018) — українсько-ізраїльська скульпторка, авторка міської та паркової скульптури в багатьох містах світу.

## Біографія
Народилася в 1954 р. в  в Харкові. Закінчила  Харківську державну академію дизайну і мистецтв, отримавши другий ступінь (магістра) за фахом монументальне мистецтво.
Після навчання переїжджає жити і працювати до Львова, де вступила до Української спілки художників. У 1990 році виїжджає жити в Ізраїль. З цього часу часто виїжджає на пленери і симпозіуми по всьому світу. Жила та працювала і місті Єгуда-Моносон. Була одружена з Ігорем Броуном.

## Творчість
Працює з такими матеріалами, як камінь, дерево, бронза. Брала участь у 10 колективних виставках в Росії, Аргентині, Японії та інших країнах. 10 персональних виставок експонувалися в Україні, Польщі, Болгарії, Ізраїлі. Крім цього, брала участь в 11 національних і 11 міжнародних симпозіумах скульпторів, у багатьох роботи були удостоєні премій і призових місць.
Для робіт Волошаненко характерні тонке пластичне моделювання, впевнене ліплення форми, різноманітність образів. В її майстерні органічно співіснують класичний портрет і жанрова композиція, анімалістичні та монументальна скульптури, бюсти і фігури в повний зріст. Волошаненко залучає парадокси — вирубує в граніті і мармурі легкокрилих метеликів, в камені прагне передати легкість, невагомість натури, в дереві підкреслити шовковистість поверхонь.
Скульптурні образи Волошаненко романтичні за настроєм, пластичні і мальовничі за сприйняттям. Вона майстриня нюансів і напівтонів. Досить натяку, щоб проявити створюваний образ, в побудові форми повинна бути недомовленість, загадка — концепція творчого методу Людмили Волошаненко.